# Winnertzia anomala
Winnertzia anomala är en tvåvingeart som beskrevs av Jean-Jacques Kieffer 1896. Winnertzia anomala ingår i släktet Winnertzia och familjen gallmyggor. Inga underarter finns listade i Catalogue of Life.